# David Schnell
David Schnell (* 1971 in Bergisch Gladbach) ist ein deutscher Maler. Er lebt und arbeitet in Leipzig und gilt als Vertreter der sogenannten „Neuen Leipziger Schule“.

## Leben und Werk
David Schnell studierte nach dem Abitur 1991 von 1995 bis 2000 Malerei an der Hochschule für Grafik und Buchkunst Leipzig. Von 2000 bis 2002 war er Meisterschüler bei Arno Rink und 2002 Mitgründer der Produzentengalerie Liga in Berlin, die von elf ehemaligen Studenten der HGB getragen wurde, unter anderen von Christoph Ruckhäberle, Matthias Weischer und Tom Fabritius. Für die Ausstellungen dieser heterogenen Künstlergruppe wurde von der Presse bereits 2002 der Begriff „Neue Leipziger Schule“ (NLS) gebildet. Die Produzentengalerie Liga löste sich nach zweijährigem Bestehen 2004 wieder auf. Er war überdies Musiker.
2001 erhielt Schnell das Sächsische Landesstipendium. 2009 gestaltete er in Leipzig das sogenannte Friedensfenster der Thomaskirche. 2013 erhielt er ein Stipendium der Villa Massimo Rom. 2016 erhielt er den Auftrag, für die Christuskirche in Köln die Kirchenfenster zu gestalten. Seit 2018 arbeitet Schnell in der Alten Handelsschule.

## Ausstellung
- 2010: David Schnell – Stunde/Hour/Uur, Kunstverein Hannover
- 2010: David Schnell – Stunde, GEM Den Haag
- 2019: Splitter. David Schnell, Kunstsammlungen Chemnitz
- 2024/2025: David Schnell – Clear Velvet, Mies van der Rohe Haus Berlin-Lichtenberg